# یوگ بوگدانوواتس
یوگ بوگدانوواتس (به صربی: Jug Bogdanovac) یک منطقهٔ مسکونی در صربستان است که در مروشینا واقع شده‌است.